# العنصر الخامس (فلم)
العنصر الخامس (بالفرنسية: Le Cinquième Élément) هو فيلم خيال علمي فرنسي ناطق بالإنجليزية أُنْتِج عام 1997م مستند إلى قصة لوك بيسون الذي أخرجه، وشارك في كتابته. تمثيل بروس ويليس، غاري أولدمان، وميلا جوفوفيتش. معظم أحداث الفيلم تدور في المستقبل خلال القرن الثالث والعشرين. ويرتبط السياق الرئيسي للأحداث بمهمة إنقاذ الجنس البشري، والتي تصبح مسؤولية كوربين دالاس (بروس ويليس) كسائق سيارة أجرة ورائد سابق في القوات الخاصة، عندما تقع امرأة شابة (ميلا جوفوفيتش) داخل سيارته. يعلم دالاس بأهمية تلك الفتاة، ما يحتم عليه أن يضم جهده إليها، لاسترداد أربعة أحجار غامضة وضرورية، للدفاع عن الأرض ضد هجوم فضائي مدمر ووشيك.

## قصة الفيلم
عامَ 1914، وقد اندلعت الحرب العالمية الأولى، تصل إلى كوكب الأرض مخلوقات فضائية تعرف بالمُندوشَوانيون، لتستعيد السلاح الوحيد القادر على هزيمة شرِ عظيم يظهر كل خمسة آلاف سنة، من حجرة سرية في معبدِ مصريِ قديمِ، لحفظه في مكان آمن. سلاح من أربعة أحجارِ تُمثل العناصر الكلاسيكية الأربعة، وناووس يَحتوي على عنصر خامس، على هيئة بشر يوحد قوَّةَ العناصرِ الأربعة الأخرى إلى «نور إلهي». ويعد المُندوشَوانيون البشري الذي يتصل معهم، وهو كاهن، أنهم سيعودون إلى الأرض في وقت مناسب لايقاف ذلك الشر العظيم. لكن تقع حادثة تجبرهم على إعطاء مفتاح الحجرة السرية للكاهن، فيَأْمرونَه بتمرير المفتاح عبر الأجيال إلى المستقبل حتى يحين وقت عودتهم.
في منتصف القرن 23، يظهر الشر العظيم في الفضاء على شكل كرة عملاقة سوداء من النار، تقوم بتدمير سفينة فضاء حربية أرضية. فيقوم الكاهن الحافظ للمفتاح المُندوشَواني في ذاك الزمان، ويدعى فيتو كورنيليوس (إيان هولم)، بإعلام الرئيس ليندبرج (توم ليستر الابن) بالشر العظيم القادم والسلاح الذي يمكن أن يوقفه. وبعد عودة المُندوشَوانيون إلى الأرض، تعرضوا لكمين نصبه لهم المانجالور، وهم بقايا من جنس فضائي مولع بالحرب متحول الهيئة ومحظور، تم استئجارهم من قبل المنتج الصناعي جان-باتيست إمانويل زورج (غاري أولدمان)، العميل لدى الشر العظيم، للتخلص من العناصر الحجرية. ويتم تدمير مركبة المُندوشَوانيون الفضائية، لكن يتمكن علماء الأرض من استعادة شيء وحيد من الحادث وهو اليد البشرية للعنصر الخامس، فيتم استخدامها لاستنساخ امرأة شبيهه بالبشر، ويطلقون عليها اسم «ليلو» (ميلا جوفوفيتش). لكنها تصاب بالرعب من المحيط الغير مألوف لها، فتهرب من الحبس، وتقفز من على حافة نافذة، لتهبط في سيارة أجرة طائرة تابعة لكوربين دالاس (بروس ويليس)، الرائد السابق في القوات الخاصة.
يسلم دالاس ليلو إلى كورنيليوس (الكاهن المعاصر) وتلميذه ديفيد (تشارلي كريد-ميلز)، وعندئذ يعلم كورنيليوس أن العناصر الحجرية الأربعة قد عُهِدَ بها إلى مغنية الأوبرا، بريمادونا بلافالاجونا (ماجوين لو بسكو). ويقوم المنتج الصناعي زورج بقتل المانجالور، لأنهم فشلوا في الحصول على الحجارة، ولكن يحاول رفاقهم الحصول على العناصر لأنفسهم. وحينما يعلم الجنرال مونرو (بريون جيمس)، وهو رئيس دالاس السابق، من المُندوشَوانيون أن بلافالاجونا تملك الأحجار، يقوم بإعادة دالاس للخدمة ويعطيه أوامر بأن يذهب بصورة سرية، باعتباره الفائز في مسابقة إذاعية زائفة، لمقابلة البريمادونا على متن سفينة سياحية فاخرة في الفضاء. وتجذب الدعاية للمسابقة كل من المانجالور وزورج إلى سفينة الركاب الفضائية. يذهب دالاس للسفينة ويأخذ ليلو معه، في حين يعطى كورنيليوس تعليمات لديفيد (تلميذه) بإعداد المعبد وأن يختبئ على متن المركب.
وتقتل البريمادونا عندما يهاجم المانجالور السفينة ويستولون عليها، وينجح دالاس في استرداد العناصر من داخل جسد البريمادونا. ويلتحم في صراع مع المانجالور لتحرير السفينة، مما يسفر عن مقتل زعيمهم. بينما يقوم زورج بالبحث عن العناصر الحجرية؛ فيجد حقيبة ترحال، فيفترض أن العناصر موجودة فيها، فيأخذها ويترك وراءه قنبلة موقوتة التي تتسبب في إخلاء السفينة من ركابها. ويغادر زورج على متن مركبته الفضائية لكنه يكتشف أن الحقيبة فارغة، فيعود للبحث عن العناصر. ويقوم بتعطيل القنبلة، ولكن فردا من المانجالور يقوم وهو ينازع الموت بتنشيطها من جديد، فيدمر السفينة ويقتل زورج، في حين يهرب دالاس، وكورنيليوس، وليلو، ومضيف البرامج الحوارية روبي رود (كريس تاكر)، ومعهم العناصر الحجرية على متن مركبة زورج الفضائية.
يعود الأربعة إلى غرفة السلاح في المعبد المصري مع اقتراب الشر العظيم. وتقوم المجموعة بترتيب الحجارة، لكنهم لاحظوا أن ليلو قد فقدت رغبتها في إنقاذ البشرية، بعد مشاهدتها صورا وحشية للحروب والعنف، فتأبى أن تطلق النور الإلهي. حينها يعترف دالاس بحبه لها ويقبلها. وكرد فعل لذلك، تتوحد ليلو مع قوة الأحجار الأربعة، وتطلق النور الإلهي، ليخمد الشر العظيم، ويصبح بذلك مجرد قمر جديد في مدار كوكب الأرض.
ويؤكد علماء الأرض للرئيس ليندبرج أن الشر العظيم قد مات. ويتم إحضار كوربين وليلو بواسطة العلماء، ويوضعا معاً في خزان للشفاء حتى يتعافيا. وعندما يصل الرئيس ويطلب أن يراهم يبلغه أحد العلماء «أنهم يحتاجون... خمس دقائق إضافية»، حيث أن كوربين وليلو منشغلان في استكمال حبهم.

## الممثلون
- بروس ويليس في دور كوربين دالاس
- ميلا جوفوفيتش في دور ليلو (ليلومينا ليكاتاريبا لامينا-تشاى ايكبات دي سيبات)
- غاري أولدمان في دور جان-باتيست إمانويل زورج
- إيان هولم في دور الأب فيتو كورنيليوس
- كريس تاكر في دور روبي رود، مضيف برنامج حواري إذاعي رائج
- تشارلي كريد مايلز في دور دافيد
- بريون جيمس في دور الجنرال مونرو
- تريكي في دور الذراع اليمنى
- كليفتون لويد براين في دور احنوت
- توم ليستر، الابن في دور الرئيس ليندبرج
- كريستوفر فيربانك في دور البروفيسور ماكتيلبرج
- لي ايفانز في دور فوج (ضباب)
- جون بلوثال في دور البروفيسور ماسيمو باكولي
- لوقا بيري في دور بيلي ماسترسون
- جون بينيت في دور الكاهن
- كيم تشان في دور السيد كيم
- جون نيفيل في دور الجنرال ستاديرت
- آل ماثيوز في دور الجنرال تيودور
- ماجوين لو بسكو في دور البريمادونا بلافالاجونا

فيتز هول (لاعب كرة قدم من واتفورد اف سي) يظهر في بداية الفيلم كواحد من الأولاد المحيون لساقى الماء.

## وصلات خارجية
- الموقع الرسمي
- مقالات تستعمل روابط فنية بلا صلة مع ويكي بيانات
- Sculptor Keith Short Images of set pieces sculpted for The Fifth Element
- Film stills
- Divinian A version of the actual language known as The Divine Language.